# Жак, Анри Антуан
Анри́ Антуа́н Жак (фр. Henri Antoine Jacques, 1782 — 1866) — французский ботаник и садовник.

## Биография
Анри Антуан Жак родился в 1782 году в семье садовников.
После работы на различных должностях, он стал в 1818 году главным садовником герцога Орлеанского Луи-Филиппа I, впоследствии короля Франции.
Жак был создателем многих сортов, в том числе розы Бурбон, а также других классов роз, некоторые из которых до сих пор в культуре как 'Félicité et Perpétue' (1828).
Он был одним из членов-учредителей «Société horticole de Paris», созданного 11 июня 1827 года, которое стало в 1885 году Société nationale d’horticulture de France (SNHF). Жак был также редактором журнала «Annales de Flore et de Pomone».
Анри Антуан Жак умер в 1866 году.

## Научная деятельность
Анри Антуан Жак специализировался на семенных растениях.

## Научные работы
- Manuel général des plantes, arbres et arbustes, ou flore des jardins de l’Europe, éd. Dusacq, Librairie agricole de la maison rustique, Paris, 1846.